# Billboardlistans förstaplaceringar 2004
Detta är en lista över 2004 års förstaplaceringar på Billboard Hot 100. 

## Listhistorik
| Datum        | Låt                             | Artist                                     |
| 3 januari    | Fuck It (I Don't Want You Back) | Eamon                                      |
| 10 januari   | Fuck It (I Don't Want You Back) | Eamon                                      |
| 17 januari   | Fuck It (I Don't Want You Back) | Eamon                                      |
| 24 januari   | Fuck It (I Don't Want You Back) | Eamon                                      |
| 31 januari   | Fuck It (I Don't Want You Back) | Eamon                                      |
| 7 februari   | Fuck It (I Don't Want You Back) | Eamon                                      |
| 14 februari  | The Way You Move                | OutKast featuring Sleepy Brown             |
| 21 februari  | Slow Jamz                       | Twista featuring Kanye West och Jamie Foxx |
| 28 februari  | Yeah!                           | Usher featuring Lil Jon och Ludacris       |
| 6 mars       | Yeah!                           | Usher featuring Lil Jon och Ludacris       |
| 13 mars      | Yeah!                           | Usher featuring Lil Jon och Ludacris       |
| 20 mars      | Yeah!                           | Usher featuring Lil Jon och Ludacris       |
| 27 mars      | Yeah!                           | Usher featuring Lil Jon och Ludacris       |
| 3 april      | Yeah!                           | Usher featuring Lil Jon och Ludacris       |
| 10 april     | Yeah!                           | Usher featuring Lil Jon och Ludacris       |
| 17 april     | Yeah!                           | Usher featuring Lil Jon och Ludacris       |
| 24 april     | Fuck It (I Don't Want You Back) | Eamon                                      |
| 1 maj        | Fuck It (I Don't Want You Back) | Eamon                                      |
| 8 maj        | Fuck It (I Don't Want You Back) | Eamon                                      |
| 15 maj       | Fuck It (I Don't Want You Back) | Eamon                                      |
| 22 maj       | Burn                            | Usher                                      |
| 29 maj       | Burn                            | Usher                                      |
| 5 juni       | Burn                            | Usher                                      |
| 12 juni      | Burn                            | Usher                                      |
| 19 juni      | Burn                            | Usher                                      |
| 26 juni      | Burn                            | Usher                                      |
| 3 juli       | Burn                            | Usher                                      |
| 10 juli      | I Believe                       | Fantasia                                   |
| 17 juli      | Burn                            | Usher                                      |
| 24 juli      | Confessions Part II             | Usher                                      |
| 31 juli      | Confessions Part II             | Usher                                      |
| 7 augusti    | Slow Motion                     | Juvenile featuring Soulja Slim             |
| 14 augusti   | Slow Motion                     | Juvenile featuring Soulja Slim             |
| 21 augusti   | Lean Back                       | The Terror Squad                           |
| 28 augusti   | Lean Back                       | The Terror Squad                           |
| 4 september  | Lean Back                       | The Terror Squad                           |
| 11 september | Goodies                         | Ciara featuring Petey Pablo                |
| 18 september | Goodies                         | Ciara featuring Petey Pablo                |
| 25 september | Goodies                         | Ciara featuring Petey Pablo                |
| 2 oktober    | Goodies                         | Ciara featuring Petey Pablo                |
| 9 oktober    | Goodies                         | Ciara featuring Petey Pablo                |
| 16 oktober   | Goodies                         | Ciara featuring Petey Pablo                |
| 23 oktober   | Goodies                         | Ciara featuring Petey Pablo                |
| 30 oktober   | My Boo                          | Usher och Alicia Keys                      |
| 6 oktober    | My Boo                          | Usher och Alicia Keys                      |
| 13 november  | My Boo                          | Usher och Alicia Keys                      |
| 20 november  | My Boo                          | Usher och Alicia Keys                      |
| 27 november  | My Boo                          | Usher och Alicia Keys                      |
| 4 december   | My Boo                          | Usher och Alicia Keys                      |
| 11 december  | Drop It Like It's Hot           | Snoop Dogg featuring Pharrell              |
| 18 december  | Drop It Like It's Hot           | Snoop Dogg featuring Pharrell              |
| 25 december  | Drop It Like It's Hot           | Snoop Dogg featuring Pharrell              |